# De Oude Rosmolen
De Oude Rosmolen was een restaurant in Hoorn. In 1986 kreeg het restaurant één Michelinster, vanaf 1990 tot de sluiting in 2000 bezat De Oude Rosmolen twee Michelinsterren.

## Geschiedenis
Restaurant De Oude Rosmolen opende zijn deuren op 18 januari 1955. Het restaurant was gevestigd in een pand uit 1635 waar ooit een bakkerij met een eigen molen zat. De molen werd aangedreven door een paard, waardoor het pand zijn naam "Rosmolen" kreeg.
Chef-kok Constant Fonk zwaaide vanaf 1976 de scepter over het restaurant totdat hij in 2000 besloot De Oude Rosmolen te sluiten. Onder zijn leiding verkreeg het restaurant internationale faam en werd onder andere Lucas Rive (chef-kok van De Bokkedoorns, La Rive) opgeleid.